# Francesco Bellotti

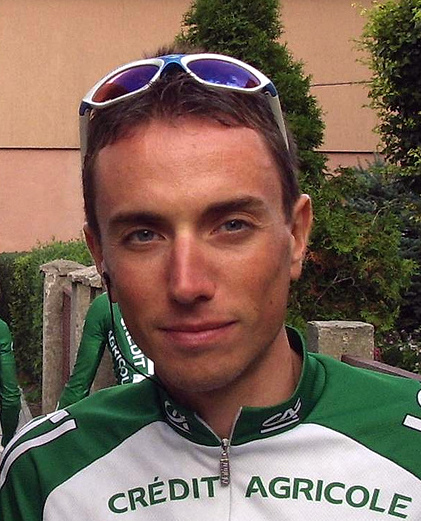
Francesco Bellotti, 2007

Francesco Bellotti (* 6. August 1979) ist ein ehemaliger italienischer Radrennfahrer.
Francesco Bellotti begann seine Profikarriere 2003 beim italienischen Radsportteam Mercatone Uno. Nach einem Jahr wechselte er zum Team Barloworld. Dort hielt es ihn wiederum nur für ein Jahr und er kam 2005 zum französischen ProTeam Crédit Agricole. Sein bisher bestes Ergebnis erzielte er bei der Tour de Langkawi 2006. Er beendete die Rundfahrt als Gesamtzweiter hinter David George.
Nach der Saison 2011 beendete er seine aktive Radsportlaufbahn.

## Teams
- 2003 Mercatone Uno-Scanavino
- 2004 Barloworld
- 2005–2007 Crédit Agricole
- 2008–2009 Barloworld
- 2010–2011 Liquigas